# 奧薩格
奧薩格（Alsager）是英國英格蘭柴郡的一個鎮和民政教區，位於史篤城西北，克魯以東。據2021年人口普查，奧薩格有人口13,389人。
自 1998 年以來，當地每年會舉辦夏季狂歡節； 2009 至 2016 年，舉辦場地曾由鎮內的米爾頓公園改為奧薩格中學運動場，以增加容量。 2017 年狂歡節遷回米爾頓公園舉辦。
2008 年，奧薩格被公平貿易基金會授予公平貿易城鎮地位。

## 歷史

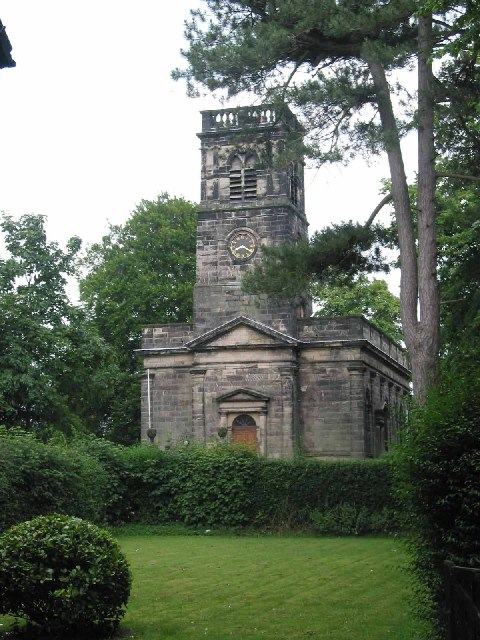
奧薩格基督教堂

在十九世紀時，由於當地仍保留鄉郊風貌，又有鐵路連繫六鎮（後來合併為史篤城），因此成為了六鎮一眾陶瓷廠的經理主要選擇的居住地之一。
第二次世界大戰期間，奧薩格郊外建造了一座大型彈藥廠，該鎮急劇擴張以容納湧入的工廠工人。同樣在戰爭期間，英國皇家海軍陸戰隊在當地、史篤至克魯鐵路線的旁邊建造了一個訓練營地。1948年，該營地成為了來自愛沙尼亞、拉脫維亞、立陶宛及波蘭第二共和國東部（包括現西烏克蘭）的難民收容所。上述國家及領土於二戰後被蘇聯強行吞併，由於許多曾與納粹軍隊共同作戰、希望自己國家恢復獨立的軍人返回故鄉後被蘇聯處決，因此不少來自上述地區的軍人無法回到自己的國家。當地第一間羅馬天主教教堂為木製，並主要服務立陶宛人。當地的聖公宗教堂包括1789年落成的基督教堂及1898年落成的瑪利亞瑪達肋納教堂。
2006年起，曼徹斯特都會大學奧薩格校園的所有職員及部門開始逐步遷往克魯校園，以落實關閉奧薩格校園的計劃。 校園內的奧薩格藝術中心亦被遷至克魯，並改名為軸藝術中心。2012年，奧薩格校園所有人員均已全數遷出，校園內的建築因而荒廢。2015年，曼徹斯特都會大學委託地產商將前校園改用作住宅用途，並已於同年向柴郡東議會申請於前校園興建408間房屋。
奧薩格曾擁有三間循道宗教堂。2009年12月時，當地剩下兩間循道宗教堂，現今則只剩餘一間。

## 文化
每年奧薩格音樂節會於鎮內的米爾頓公園舉辦。2010年8月，當地舉辦了第一屆奧薩格藝術節（一年一度）。

## 交通
奧薩格鄰近M6高速公路的第16號交匯處。

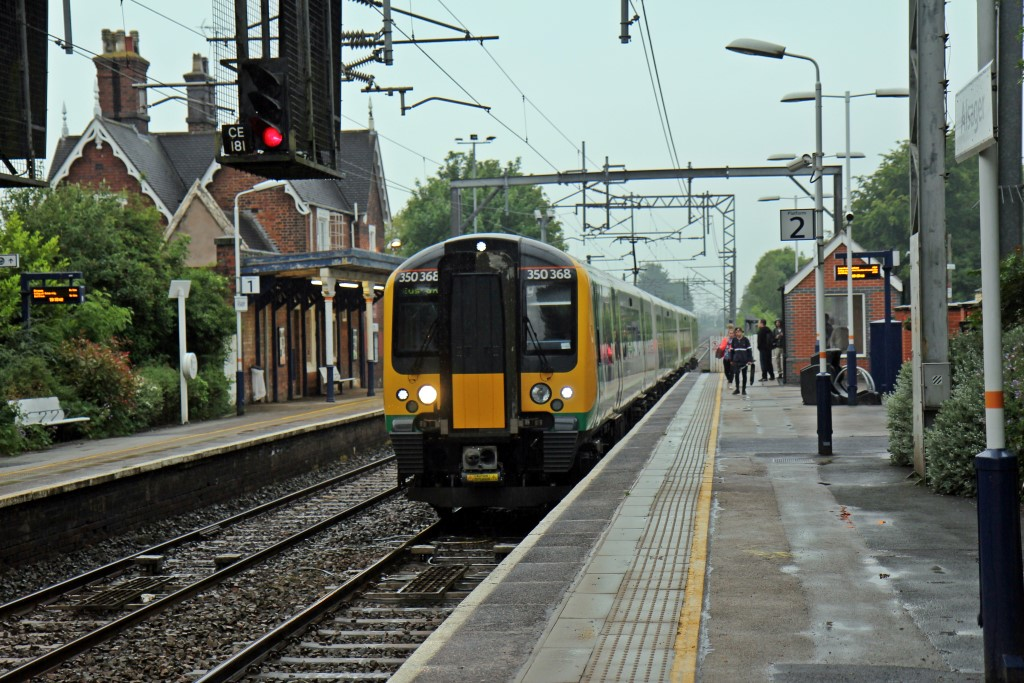
奧薩格火車站

奧薩格火車站位於市中心南側，提供東米德蘭茲鐵路（克魯至德比線）及西米德蘭茲列車（克魯至伯明翰）的列車服務。該站於平日非繁忙時間的班次（每小時）如下：
- 1班 往伯明翰新街
- 1班 往紐瓦克城堡，經德比及諾丁漢
- 2班 往克魯

3號巴士（每30分鐘一班）亦服務當地，來往克魯和漢利（史篤城商業中心）。317號巴士（每小時1班）連繫當地及桑德巴奇；318號巴士（每小時1班）則連繫當地及康格爾頓。
特倫特及默西運河於奧薩格東北邊經過，該運河旁邊的步道是南柴郡步行徑的一部分。

## 當地相片

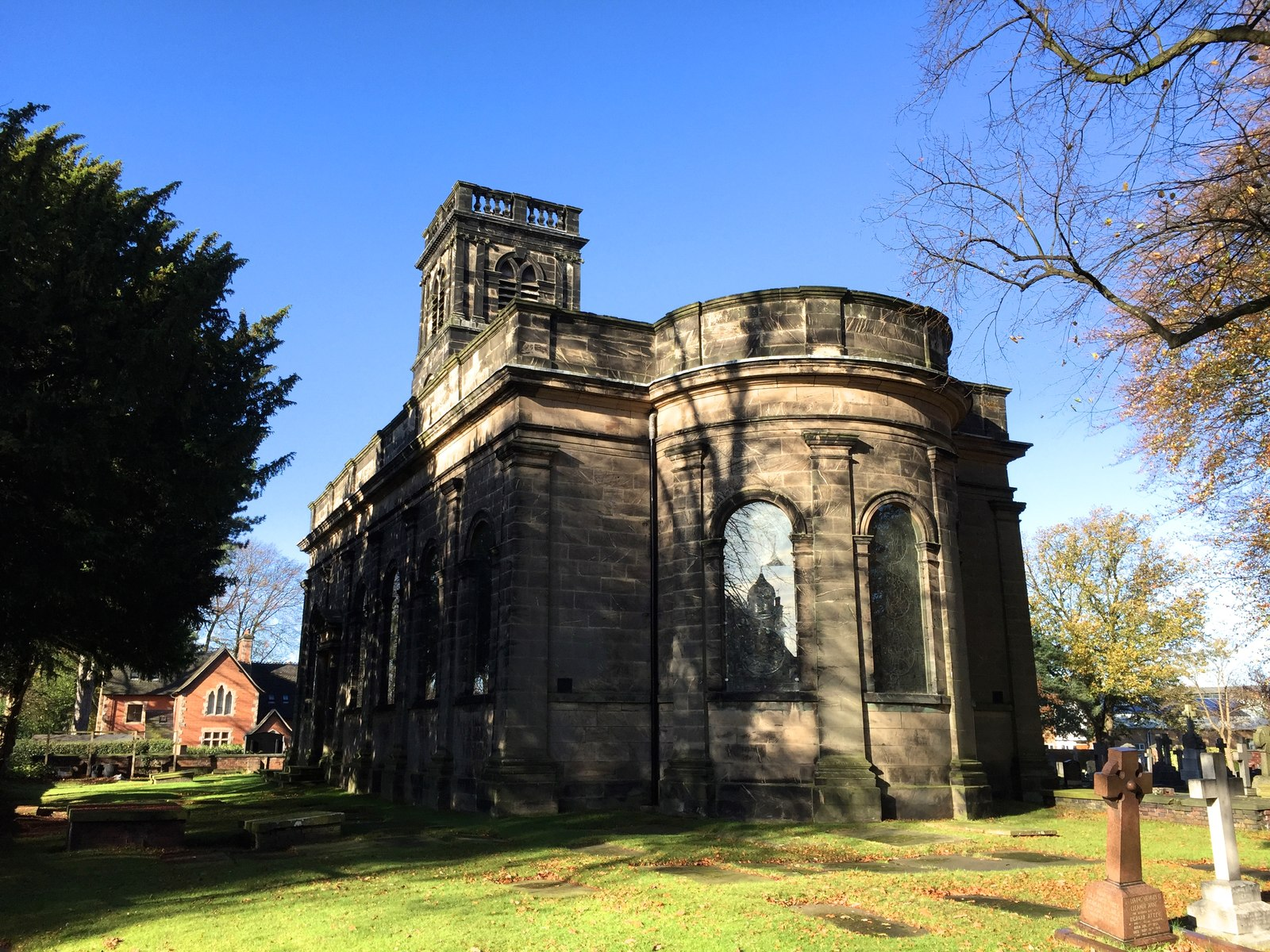
奧薩格基督教堂
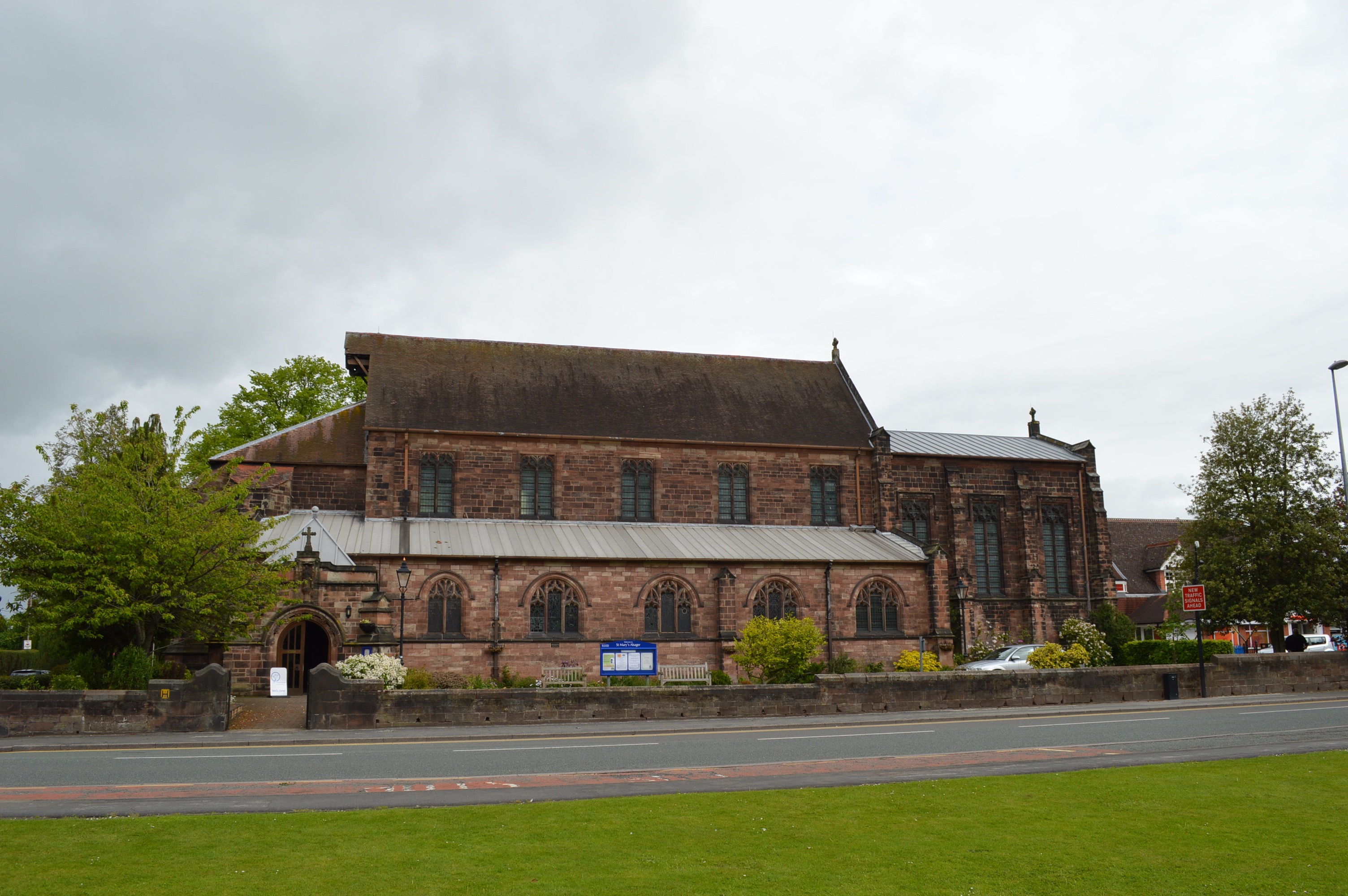
1898年落成的奧薩格瑪利亞瑪達肋納教堂
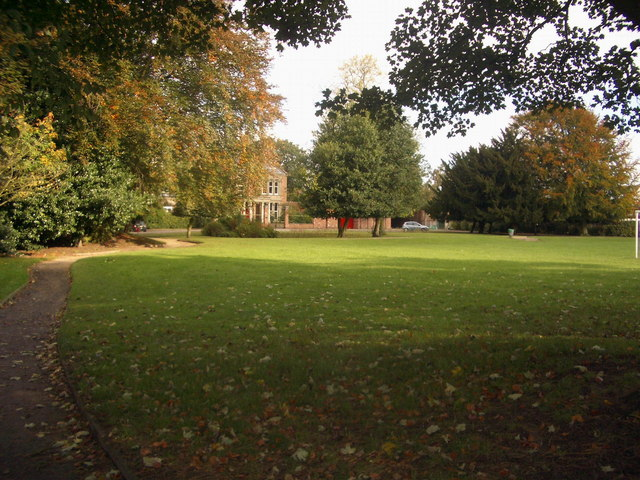
奧薩格米爾頓公園（Milton Park）
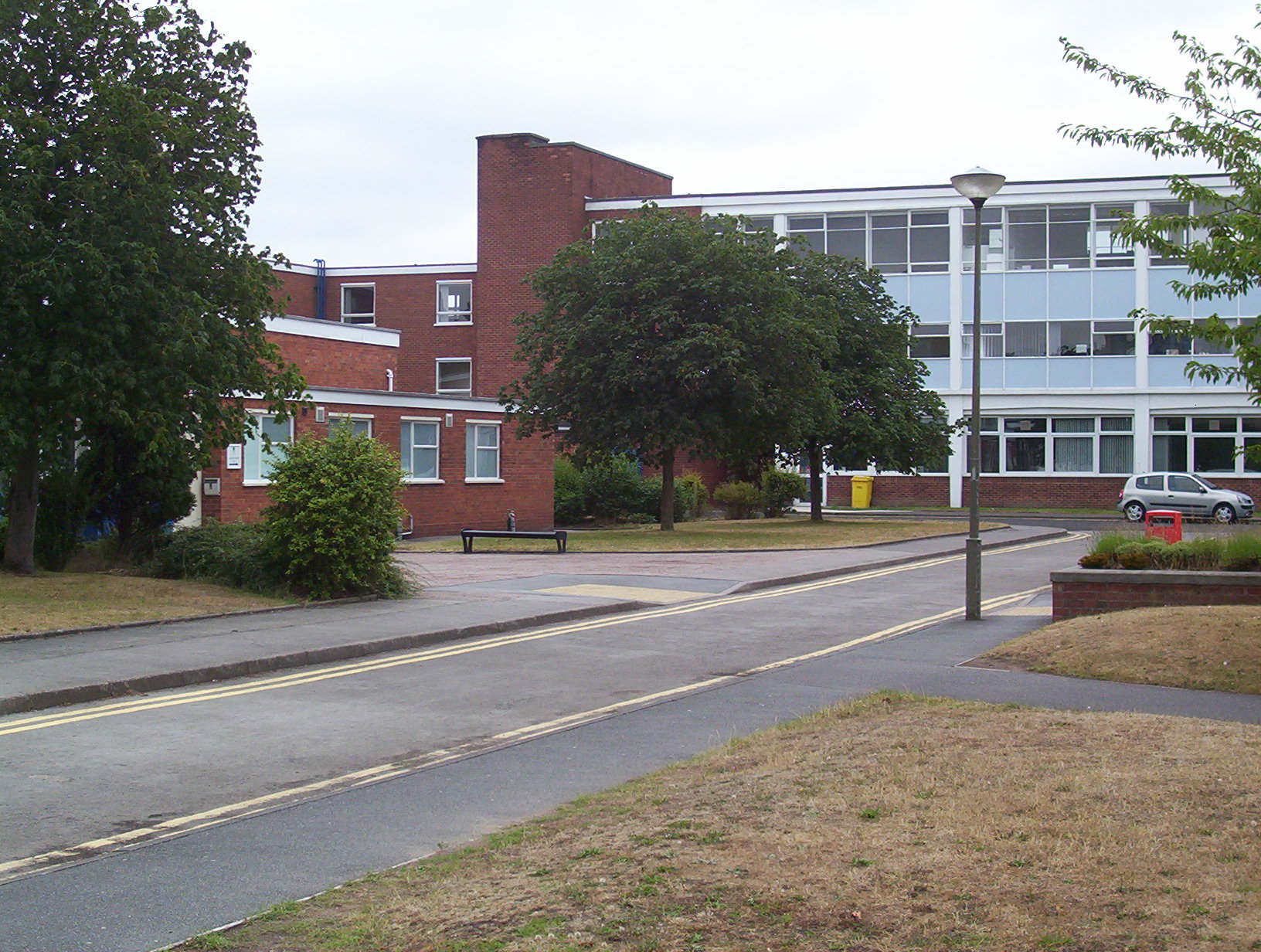
曼徹斯特都會大學前奧薩格校園
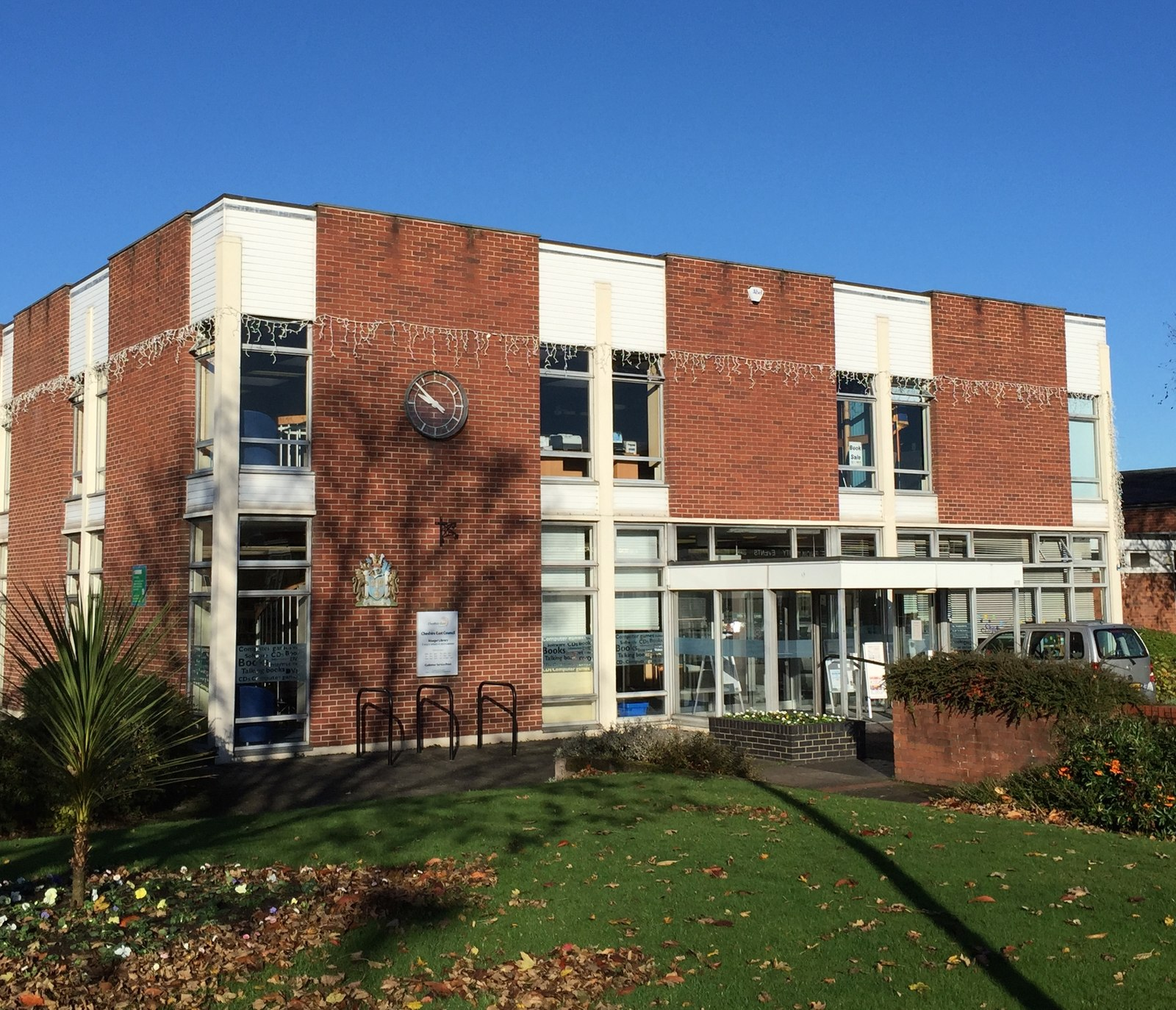
奧薩格公共圖書館
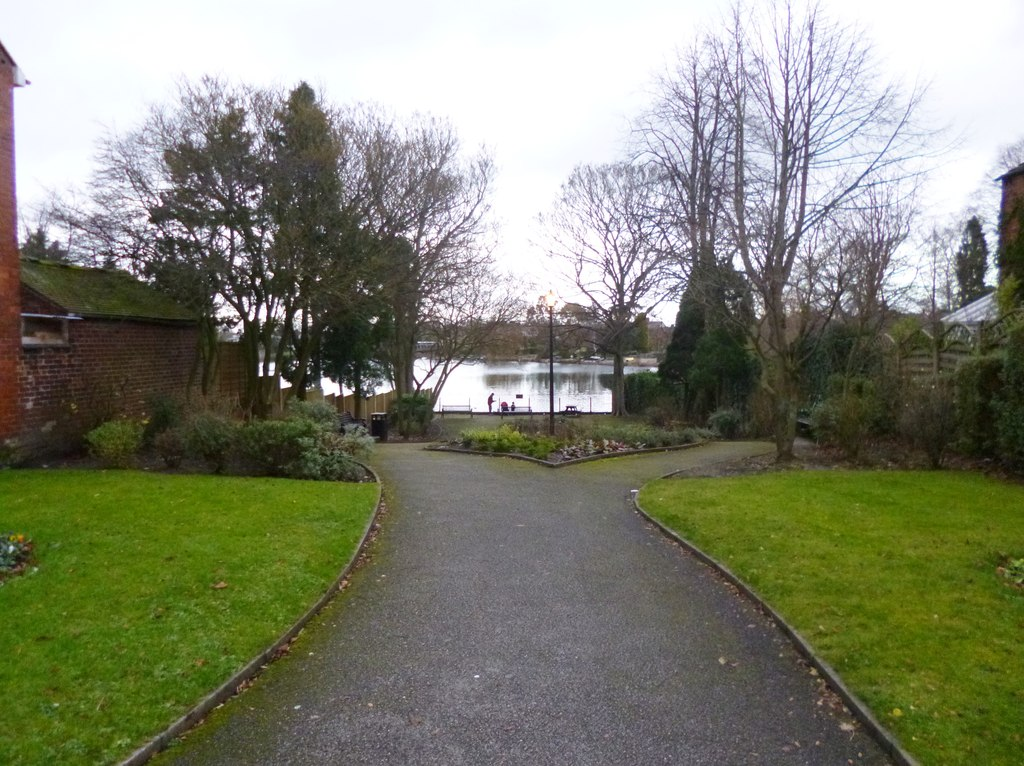
奧薩格社區花園